# テスト・ヴァレー
テスト・ヴァレー(Test Valley)は、イギリス、イングランド、ハンプシャーのディストリクト（基礎自治体）で、行政上の地位としてバラに分類される。テスト・ヴァレーの名はテスト川から名づけられた。ディストリクトのカウンシル（議会）は、アンドーヴァーの町に置かれている。
1974年の地方制度改革によって、同年4月1日に、バラであったアンドーヴァーとロムジーの町及びアンドーヴァーとロムジーとストックブリッジの各ルーラル・ディストリクトが合併、テスト・ヴァレー・ディストリクトが誕生すると、2年後の1976年に勅許によってバラの地位が与えられた。1974年から1976年までの間は、アンドーヴァーがバラの地位を保持しており、ロムジーはタウンに改組された。
テスト・ヴァレーは面積250平方マイル（650平方キロメートル）、ハンプシャー西部を占めており、南はサウサンプトン、北はニューベリーと境を接している。大部分が農村地域で、一部はノース・ウェセックス・ダウンズ特別自然美観地域に指定。
テスト川はテスト・ヴァレー最大の目玉で、チョークストリームの美観と、鮭・マス釣りの名所として、世界に名を知られている。クリックハウエル卿（国家河川局、National Rivers Authority、の元局長）は、「芸術、もしくは音楽の偉大な作品として扱われるべきだ」とテスト川を讃えた。1822年に創設されたホートン・フィッシング・クラブの本拠地で、ストックブリッジのグロスベナー・ホテルで会合を行っている。
2006年12月イングランド体育委員会は、テスト・ヴァレーの住民がスポーツとフィットネス活動において、イングランドで8番目に活発な地域であるという調査結果を発表した。人口の26.9％が少なくとも週に3回は30分の運動に参加している。

## 町・村
域下最大の町アンドーヴァーにディストリクトのカウンシルが置かれている。パリッシュ（地域自治組織）は58あり、そのうちラムジーが町、残り57の村のうち50がカウンシルを設置している。
- アボッツ・ウッド
- アボッツ・アン
- アンフィールド (ハンプシャー)
- アンポート
- アンドーヴァー (イングランド)
- アップル・ショウ
- アッシュリー (ハンプシャー)
- オーブリッジ (ハンプシャー)
- バートン・ステイシー
- ボッシントン
- en:Braishfield
- ブルック (ハンプシャー)
- en:Broughton, Hampshire
- バックホルト
- ブリントン (ハンプシャー)
- チャールトン (ハンプシャー)
- チャイボルトン
- en:King's Somborne
- ホートン (ハンプシャー)
- リックフォード
- ロングストック
- en:Michelmersh
- en:North Baddesley
- ロムジー
- ストックブリッジ (ハンプシャー)
- タングリー
- スラックストン (ハンプシャー)
- ティムズバリー (ハンプシャー)
- ウィロー (ハンプシャー)
- ウェスト・タイザリー